# Giacomo Cannella
Giacomo Cannella (Roma, 12 febbraio 1997) è un pallanuotista italiano, attaccante della Pro Recco.

## Carriera
Cresce nelle giovanili della Lazio. Membro degli Allievi A nel 2011, nella stagione 2011-12 partecipa a diversi collegiali della nazionale Under-15, oltre ad essere convocato per quattro volte in Serie A2 con la prima squadra. Entra a far parte in pianta stabile della prima squadra durante la stagione 2013-14, a soli 16 anni.
Esordisce nel 2017 in nazionale, durante il match di World League contro la Russia.
Nel 2019 si trasferisce all'AN Brescia, con cui si laurea campione d'Italia nel 2021; sempre nello stesso anno passa alla Pro Recco, dove si afferma definitivamente ottenendo molti successi a livello nazionale e internazionale.

## Palmares

### Club

#### Trofei nazionali
- Campionato italiano: 5

AN Brescia: 2020-2021
Pro Recco: 2021-2022, 2022-2023, 2023-2024, 2024-2025
- Coppe Italia: 3

Pro Recco: 2021-2022, 2022-2023, 2024-2025

#### Trofei internazionali
- LEN Champions League: 2

Pro Recco: 2021-2022, 2022-2023
- Supercoppa LEN: 3

Pro Recco: 2021, 2022, 2023
- Coppe LEN: 1

Pro Recco: 2024-2025

### Nazionale
- Mondiali

Budapest 2022: 
Doha 2024: 
- Europei

Zagabria-Dubrovnik 2024: 
- Coppa del Mondo

Los Angeles 2023: 
- World League

Strasburgo 2022: 
- Universiadi

Napoli 2019: 

### Trofei giovanili
- Campionato italiano Under-20: 1

Lazio: 2016
- Europei U19 di Dutch 2016